# 親方日の丸
親方日の丸（おやかたひのまる）とは、親方（胴元、経営者）が日の丸（日本国政府、国家）であるの意味で、かつての特殊会社やそれを含む特殊法人、それらの流れを汲む企業、国家公務員、公共事業を指す言葉として用いられる。

## 対象
親方日の丸という言葉が指す対象は、話者によって異なり、かつ現代においては著しく拡散しているため、注意が必要である。
1. 国家の保護または支配のもとに特権を与えられ、特別法に基づいて設立された半官半民の会社である、特殊会社、また現在において、かつて特殊会社であった法人を指す場合。
2. 特殊会社のうち、1931年（昭和16年）に起きた満州事変以後に設立され国家総力戦体制を支えた会社である、国策会社を指す場合。
3. 特殊会社を含む特殊法人、あるいはかつて特殊法人であった法人を指す場合。
4. 第二次世界大戦後の占領期に起源を持ち、現在は特殊会社もしくは独立行政法人になっている、旧三公社五現業を指す場合。
5. かつての特殊会社の流れを汲む、石炭・石油・ガス・電力のようなエネルギー産業、鉄鋼・セメントのような資源産業、道路・鉄道・航空・自動車のような交通産業、郵便・電話・放送・通信のような通信産業、銀行・公庫・証券のような金融産業を広く指す場合。
6. 日本の省庁や、国家公務員全体を指す場合。

## マイナス要因
親方日の丸という言葉は、かつて国家総力戦体制と結びついていた時代、あるいは高度成長期までは強力なイメージを伴っていたが、現在はいわゆる「お役所仕事」的な業務の形骸化、競争力の低さ、傲慢な姿勢、当事者意識の欠如、責任の所在の不明瞭さなどを批判する意図で用いられることが多い。
- 分割民営化以前、膨大な赤字を抱えた上に、順法闘争と称するストライキなどを行なっていた日本国有鉄道に対して、しばしば用いられた[1]。
- 2010年（平成22年）に経営破綻した日本航空について、親方日の丸的体質が指摘されたことがある[2]。